# Interstate 490 (Ohio)
Pour les articles homonymes, voir Interstate 490.
L'Interstate 490 (I-490) est une autoroute auxiliaire de 2,43 miles (3,91 km) à Cleveland, dans l'Ohio. Le terminus ouest se trouve à la jonction avec l'I-90 et l'I-71 à l'ouest de Cleveland. Après avoir traversé la rivière Cuyahoga, l'I-490 atteint son terminus est à la jonction avec East 55th Street, juste à l'est de l'I-77.

## Description du tracé
L'I-490 débute à un échangeur avec l'I-90 / I-71 dans le quartier de Tremont, à Cleveland. Cet échangeur ne permet pas d'accéder à l'I-90 est depuis l'I-490 ouest ni à l'I-490 est depuis l'I-90 ouest. L'autoroute rencontre ensuite la 7th Street et passe près d'usines, de voies ferrées et traverse la rivière Cuyahoga. Ensuite, l'autoroute rencontre la SR 14 ainsi que l'I-77 / SR 10. Alors que l'I-490 se termine à cet échangeur, la route, laquelle devient une route avec des intersections à niveau après la 55th Street, continue vers l'est comme SR 10 jusqu'à University Circle.

## Liste des sorties
| Interstate 490                            |              |      |      |        |                                               |                                                                     |
| Comté                                     | Municipalité | mi   | km   | Sortie | Intersections / Destinations                  | Notes                                                               |
| Cuyahoga                                  | Cleveland    | 0,00 | 0,00 | —      | I-90 ouest – Toledo                           | Sortie 170C de l'I-90                                               |
| Cuyahoga                                  | Cleveland    | 0,20 | 0,32 | 1A     | I-71 sud / SR 176 (en) sud – Columbus         | Sortie direction ouest, entrée direction est; sortie 247B de l'I-71 |
| Cuyahoga                                  | Cleveland    | 0,92 | 1,48 | 1B     | West 7th Street / Houston Avenue              | Sortie direction ouest, entrée direction est                        |
| Cuyahoga                                  | Cleveland    | 1,72 | 2,77 | 2A     | SR 14 (en) / SR 43 (en) (Broadway)            | Sortie direction est, entrée direction ouest                        |
| Cuyahoga                                  | Cleveland    | 1,88 | 3,03 | —      | I-77 / SR 10 (en) ouest – Centre-ville, Akron | Terminus ouest du multiplex avec SR 10; sortie 161 de l'I-77        |
| Cuyahoga                                  | Cleveland    |      |      | —      | SR 10 (en) est (Opportunity Corridor)         | Terminus est du multiplex avec SR 10                                |
| - Terminus de multiplex - Accès incomplet |              |      |      |        |                                               |                                                                     |